# Portada/article maig 16

## Diable de Tasmània
El diable de Tasmània (Sarcophilus harrisii) és un marsupial carnívor que actualment només es troba en estat salvatge a l'estat insular australià de Tasmània. És l'únic membre vivent del gènere Sarcophilus. Amb la mida d'un gos petit, però robust i muscular, el diable de Tasmània és actualment el marsupial carnívor més gran del món, després de l'extinció del llop marsupial el 1936. Es caracteritza pel seu pelatge negre, la pudor que emet quan es posa nerviós, un xiscle extremament fort i pertorbador i la seva ferocitat quan s'alimenta.
El diable de Tasmània fou extirpat del continent australià uns 400 anys abans de la colonització europea el 1788. Com que eren vistos com una amenaça pel bestiar a Tasmània, els diables foren caçats fins al 1941, quan foren protegits oficialment. Des de finals de la dècada del 1990, la malaltia de tumors facials del diable de Tasmània ha reduït la població de diables significativament; el maig del 2009 fou declarada espècie amenaçada.